# Китайско-южноафриканские отношения
Китайско-южноафриканские отношения — двусторонние дипломатические отношения между Китайской Народной Республикой и Южно-Африканской Республикой. В 2010 году Китай был крупнейшим торговым партнёром ЮАР. С 2007 года китайско-южноафриканские отношения становятся всё более тесными по мере роста торговых, политических и политических связей. В Пекинской декларации 2010 года правительство Китая повысило статус ЮАР до дипломатического статуса Всеобъемлющего стратегического партнера.

## История

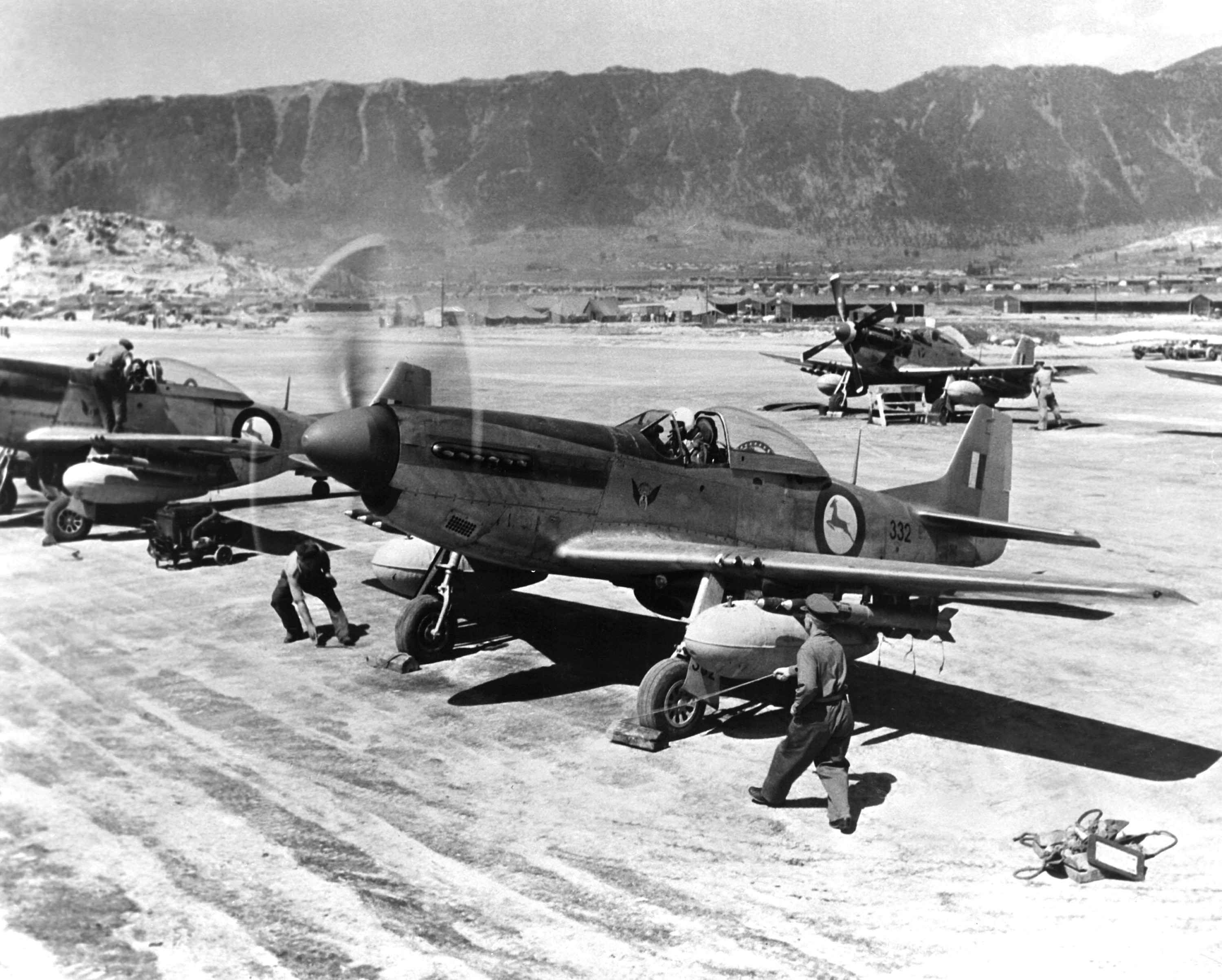
2 эскадра ВВС ЮАР P-51 Mustang в годы Корейской войны.

C 1950-х годов Китайская Народная Республика последовательно выступала против политики апартеида в ЮАР и оказывала поддержку Африканскому национальному конгрессу. Во время Корейской войны военно-воздушные силы Южно-Африканской Республики сражались на стороне Организации Объединённых Наций против Народно-освободительной армии Китая, в то время как Претория позже имела прочные отношения с Китайской Республикой на Тайване. КНР поддерживала и была тесно связана с группой противников апартеида — Панафриканским конгрессом Азании, в то время как Африканский национальный конгресс (АНК) поддерживал коммунистический соперник КНР — Союз Советских Социалистических Республик (СССР).
1 октября 1996 года, в День образования КНР, президент Южно-Африканской Республики Нельсон Мандела направил поздравительное послание председателю КНР Цзян Цзэминю. 27 ноября он заявил, что поддерживает Большой Китай, включая КНР и Китайскую республику. С 2009 по 2018 год администрация президента ЮАР Джейкоба Зумы констатировала значительное потепление отношений в этот период, которое совпало с похолоданием отношений между ЮАР и США. В течение этого периода ЮАР уделяла много внимания дипломатической поддержке группе БРИКС, в котором Китай играет важную роль.
В 1994 году крах апартеида открыл путь для установления и развития дипломатических отношений между двумя странами. В декабре 1997 года правительства двух стран подписали Совместное коммюнике об установлении дипломатических отношений, в котором правительство Южной Африки подтвердило, что будет придерживаться политики единого Китая. 1 января 1998 года страны официально установили дипломатические отношения. В настоящее время двустороннее сотрудничество в политической и торгово-экономической сфере продолжает развиваться, в результате чего отношения между странами вышли на новый уровень.

## Признание

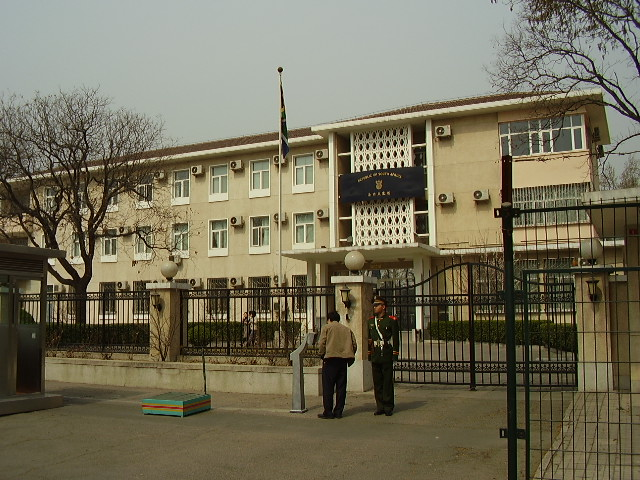
Посольство ЮАР в Китае.

В январе 1998 года были установлены официальные отношения между КНР и ЮАР. Ликвидация режима апартеида в ЮАР и распад СССР в начале 1990-х годов открыли возможность установления официальных китайско-южноафриканских отношений. До 1990-х годов ЮАР имела тесные официальные отношения с правительством Тайваня по стратегическим и экономическим причинам.
До установления полных дипломатических отношений ЮАР и КНР учредили «культурные центры» в Пекине и Претории, известные как Южноафриканский центр китайских исследований и Китайский центр южноафриканских исследований. Хотя центры, каждый из которых возглавлял директор, не использовали дипломатические ранги, государственные флаги или гербы, их сотрудники использовали дипломатические паспорта и получали дипломатические документы, удостоверяющие личность, а их автомобили имели дипломатические номера. Они также оказывали визовые и консульские услуги.
В 1997 году передача Гонконга КНР стала фактором движения к официальному установлению отношений, поскольку ЮАР имела прочные торговые связи с этой территорией, ранее находившейся под британской администрацией. Претория была обеспокоена тем, что после передачи Гонконга Пекин может понизить статус консульства, и стране больше не будет разрешено использовать Гонконг в качестве транзитного маршрута для воздушных перевозок и торговли. Кроме того, ключевые южноафриканские политики и правительственные чиновники в правительстве после демонтажа апартеида, в первую очередь Южно-Африканская коммунистическая партия, решительно лоббировали в поддержку признания КНР.
Однако, Тайвань активно настаивал на дальнейшем признании со стороны ЮАР и инициировал дорогостоящую кампанию по связям с общественностью, чтобы убедить членов нового правительства ЮАР. Затем президент ЮАР Нельсон Мандела выступил за политику «двух Китаев», несовместимую с политикой Пекина — «Один Китай». После многих лет сильного лоббирования и взаимодействия с Манделой в ноябре 1996 г. правительство ЮАР объявило, что в январе 1998 г. оно переведет признание с Тайваня на КНР. Визит министра иностранных дел Тайваня Цзян Сяояня для переговоров с Альфредом Нзо и попытки спасти ситуацию не дали результатов, поэтому 6 декабря 1996 года был отозван посол Тайваня в Претории Loh I-cheng.

## Торговля

Страны, участвующие в инициативе Один пояс и один путь.

В 1992 году объём товарооборота между странами составил сумму 14 миллионов долларов США, но к 1998 году произошло увеличение до 1,4 миллиарда долларов США. К 2010 году товарооборот составил сумму 25,6 млрд долларов США, а импорт из ЮАР достиг 14,8 млрд долларов США. В том же году межгосударственные инвестиции выросли до 7 миллиардов долларов США. В 2010 году основная часть экспорта ЮАР в Китай приходилась на сырьевые товары. К 2014 году объём товарооборот достиг суммы 60,3 млрд долларов США.
В 2009 году товарооборот между странами составлял сумму в 118 миллиардов рэндов, а в 2014 году уже 261 миллиард рэндов. С 1998 года КНР открыла в ЮАР около 80 компаний, инвестировав в экономику ЮАР 83 миллиарда рэндов. Инвестиции ЮАР в экономику Китая за аналогичный период составили сумму в 9,7 миллиардов рэндов.
В декабре 2010 года ЮАР пригласили присоединиться к Китаю в группе стран БРИКС с развивающейся экономикой. Ожидалось, что ЮАР расширит свои торговые отношения с другими странами БРИК, включая Китай. Некоторые рассматривают отношения БРИКС как потенциально конкурирующие с отношениями ЮАР с Форумом диалога IBSA. В июле 2010 года южноафриканское издание «Business Day» сообщило, что к 2014 году 45 % роста «SABMiller» будет обеспечиваться за счет торговли в Китае. Существенный рост южноафриканской медиакомпании «Naspers» в 2009 году во многом был обусловлен её долей в китайской компании «Tencent».
В декабре 2015 года между странами подписано 25 соглашений на общую сумму 16,5 млрд долларов США на мероприятии в рамках Форум сотрудничества Китай-Африка, проходившем в ЮАР, в котором приняли участие около 400 бизнесменов. На этом же мероприятии представители стран обсудили экономические приоритеты, такие как «выравнивание отраслей для ускорения процесса индустриализации ЮАР; расширение сотрудничества в особых экономических зонах (СЭЗ); морское сотрудничество; развитие инфраструктуры, сотрудничество в области людских ресурсов; и финансовое сотрудничество».
По состоянию на 2015/16 год в ЮАР насчитывалось более 140 средних и крупных китайских компаний с совокупными инвестициями в размере 13 миллиардов долларов США, в которых работало около 30 000 южноафриканцев. Существенные инвестиции китайских фирм в ЮАР включают сборочный завод China First Automotive в промышленном парке Coega, завод бытовой техники «Hisense» и цементный завод Hebei Jidong Development Group.
Правительство ЮАР, воодушевленное политикой реформ и открытости Китая в сокращении бедности и содействии экономическому росту, всё чаще стало обращаться к КНР за политическими идеями и вдохновением в содействии экономического роста. В июле 2018 года КНР объявила об инвестировании 15 миллиардов долларов США в экономику ЮАР, включая ссуды для электроэнергетики и инфраструктуры. Китайские ссуды южноафриканской энергетической компании «Eskom» вызвали споры на фоне обвинений в том, что это был пример дипломатии Китая по долговой ловушке.

### Китайские инвестиции
С 2000 по 2011 год в различных СМИ было указано, что имеется около 37 китайских официальных проектов финансирования развития в ЮАР. Эти проекты варьируются от соглашения о финансовом сотрудничестве на сумму 2,5 миллиарда долларов США между Банком развития ЮАР и Китайским банком развития до инвестиций китайской государственной горнодобывающей компании Jinchuan и Китайского банка развития в размере 877 миллионов долларов США в месторождения платины ЮАР и инвестиции в размере 250 миллионов долларов США китайской компанией Huaqiang Holdings в тематический парк в Йоханнесбурге.

## Государственные визиты

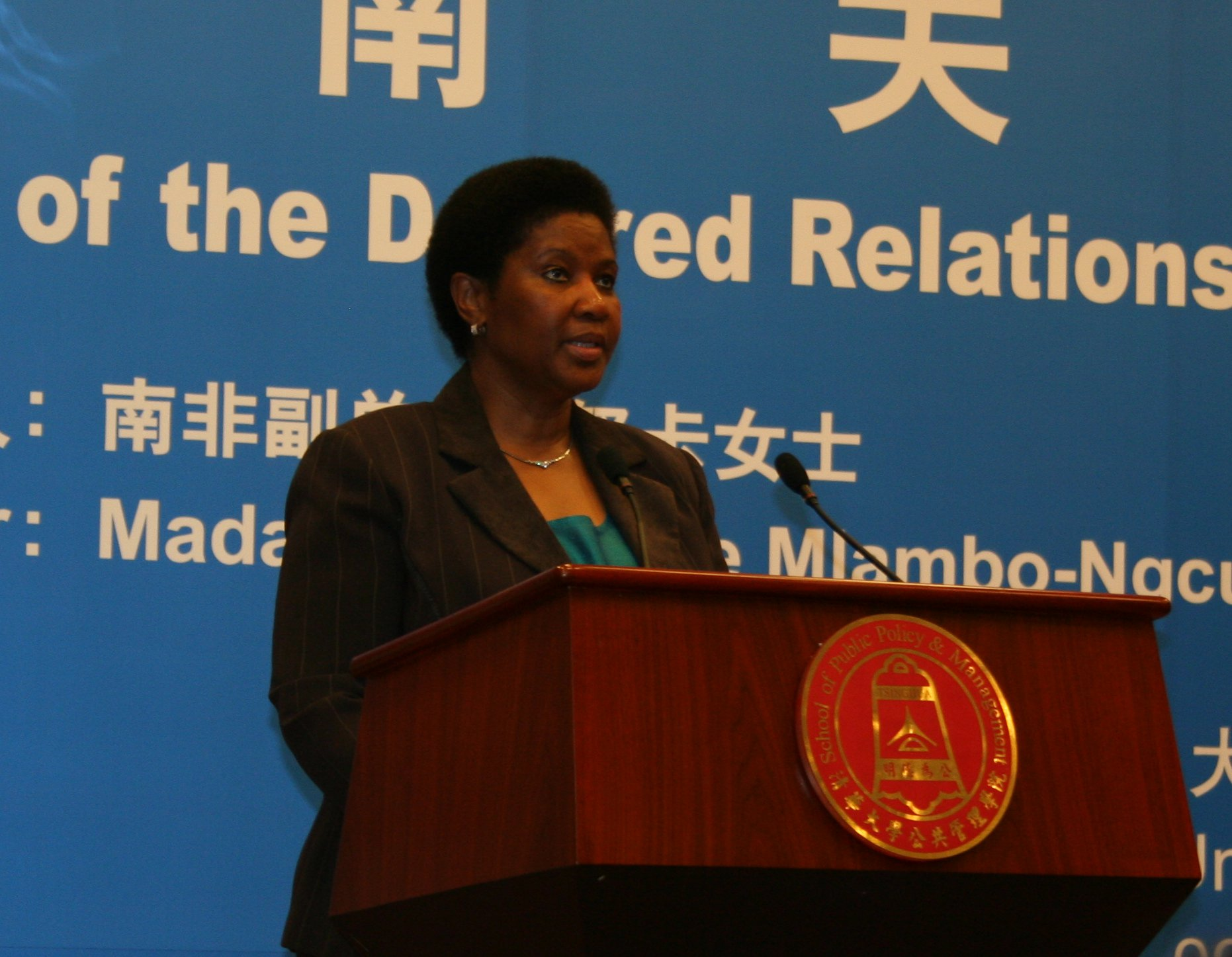
Бывший вице-президент ЮАР Фумзиле Мламбо-Нгкука выступает Университете Цинхуа в 2007 году.

В начале 1990-х годов, до официального признания ЮАР со стороны КНР, министр иностранных дел Китая и член Политбюро Цянь Цичэнь осуществил неофициальный визит в ЮАР, чтобы провести переговоры с высокопоставленными министрами правительства и осмотреть возможные места расположения посольств в будущем. Затем министр иностранных дел ЮАР Фредерик Бота прервал свое участие в переговорах по демонтажу режима апартеида, чтобы провести первую встречу на высоком уровне между ЮАР и КНР. В октябре 1991 года южноафриканская делегация, в состав которой входил Фредерик Бота, посетила Пекин и провели переговоры с Цянем Цичэнем.
В сентябре 2007 года вице-президента ЮАР Фумзиле Мламбо-Нгкука посетил Пекин и встретился с председателем КНР Ху Цзиньтао. После этого она выступила в Университете Цинхуа с речью о построении китайско-южноафриканских отношений.
Китайско-южноафриканские отношения значительно расширились в 2010 году после ряда официальных визитов на высоком уровне государственными деятелями обеих стран. В конце марта 2010 года председатель Народного политического консультативного совета Китая Цзя Цинлинь посетил ЮАР и встретился с президентом Джейкобом Зумой, стороны подписали контракты на сумму более 300 миллионов долларов США.
В августе 2010 года президент ЮАР Джейкоб Зума возглавил южноафриканскую делегацию из 17 членов кабинета министров и 300 бизнесменов в Китай, где они подписали Пекинскую декларацию об установлении всеобъемлющего стратегического партнерства между Китайской Народной Республикой и ЮАР. За тем последовал визит в КНР спикера Национальной ассамблеи ЮАР Макса Сисулу в октябре 2010 года. В ноябре 2010 года Си Цзиньпин посетил ЮАР, чтобы встретиться с вице-президентом ЮАР Кгалемой Мотланте и подписал соглашение о двустороннем сотрудничестве в области энергетики, торговой статистики, банковского регулирования и других областях. В мае 2011 года последовал официальный визит в ЮАР У Банго в рамках его афро-азиатского турне, которое включало также Намибию и Анголу.
В конце сентября 2011 года вице-президент ЮАР Кгалема Мотланте возглавил торговую делегацию в Пекин по приглашению Си Цзиньпина. Во время визита Китайский банк развития и Банк развития ЮАР подписали соглашение на 2,5 миллиарда долларов США. Страны также подписали Меморандум о взаимопонимании по вопросам геологоразведки и минеральных ресурсов.
17 июля 2012 года президент Джейкоб Зума возглавил южноафриканскую делегацию, в которую входили министр иностранных дел Майте Нкоана-Машабане, министр при президенте Коллинз Чабане и министр торговли и промышленности Роб Дэвис для участия в пятом Форуме сотрудничества Китай-Африка в Пекине.
В 2014 году президент ЮАР Джейкоб Зума в Университете Цинхуа заявил, что появление Китая в качестве державы дает или предлагает африканским странам возможность освободиться от оков, которые были созданы в колониальные времена. В декабре 2014 года президент Джейкоб Зума возглавил ещё одну делегацию министров правительства ЮАР и 100 представителей южноафриканского бизнеса в Китай, что свидетельствует о дальнейшей консолидации теплых китайско-южноафриканских отношений. С южноафриканской стороны торговый дисбаланс, влияние Китая на промышленность и озабоченность по поводу влияния КНР на внутренние и международные дела ЮАР остаются проблемами в двусторонних отношениях. В июле 2015 года вице-президента ЮАР Сирил Рамафоса возглавил торгово-экономическую делегацию в Китай.
В сентябре 2015 года президент Джейкоб Зума присутствовал в КНР на праздновании Дня победы над Японией, который знаменует окончание Второй мировой войны. 2 декабря 2015 года последовал визит председателя КНР Си Цзиньпина в Преторию, где были подписаны соглашения о доработке Китайско-южноафриканских рамок сотрудничества на 5-10 лет.
В ноябре 2019 года вице-президент ЮАР Сирил Рамафоса увидел расширение китайско-южноафриканских отношений, после проведения совместных военно-морских учений с китайскими и российскими судами у берегов Кейптауна.

## Политика
С 2007 года политические отношения между правительством ЮАР и правительством КНР стали более тесными. Утверждалось, что правящая политическая партия ЮАР, Африканский национальный конгресс (АНК), получала финансирование избирательных кампаний из-за рубежа, особенно на всеобщих выборах 2009 года. Среди зарубежных стран, подозреваемых в передаче денег АНК, есть Коммунистическая партия Китая. Другие страны, правящие политические партии и деятели, обвиняемые в предоставлении денег АНК, включают^ Индийский национальный конгресс, администрация Муаммара Каддафи в Ливии и Экваториальной Гвинее.
В 2014 году было объявлено, что Коммунистическая партия Китая окажет помощь в строительстве школы политической подготовки для правящей политической партии ЮАР АНК в Вентерскруне. Всё большее количество государственных служащих ЮАР направляется в китайские государственные школы в Пекине. ЮАР планирует направить некоторых руководителей южноафриканских государственных предприятий для изучения функционирования китайских государственных предприятий. Ряд аналитиков, таких как Патрик Хеллер, утверждали, что правящая партия АНК в ЮАР рассматривает Коммунистическую партию Китая как модель для сохранения контроля над страной в качестве де-факто однопартийного государства и / или как аспект анти-западных настроений правительственной элиты ЮАР.

### Далай-лама и Тибет
В 1996 году Далай-лама XIV посетил ЮАР, где был встречен президентом Нельсоном Манделой. В марте 2009 года Далай-ламе было отказано во въезде в ЮАР, официально из-за того, чтобы тибетский вопрос не помешал проведению чемпионата мира по футболу 2010 года. Отказ в разрешении Далай-ламе посетить ЮАР вызвал политические дебаты внутри страны о политических и деловых контактах с Китаем, при этом некоторые обвиняли правительство в «продаже» суверенитета, а другие указывали на негативные последствия для китайско-французских отношений после встречи президента Франции Николя Саркози с Далай-ламой.
В октябре 2011 года Далай-лама был приглашен в ЮАР, чтобы прочитать лекцию по случаю 80-летия Десмонда Туту. Соратники Далай-ламы обвинили правительство ЮАР в задержке рассмотрения его заявления на визу из-за давления Китая, но правительство отрицало такое давление и в ответ обвинило Далай-ламу в том, что он не подавал никаких заявлений на визу. За три дня до дня рождения Десмонда Туту Далай-лама объявил, что не будет присутствовать на мероприятии, так как не получил визы. Десмонд Туту в ответ назвал правящее правительство АНК «хуже, чем правительство апартеида» и предложил его свергнуть в стиле «Арабской весны». Далай-лама присоединился к Десмонду Туту в день его рождения по видеоконференцсвязи, назвав Китай страной, «построенной на лжи» и «управляемой лицемерами», и умолял Десмонда Туту продолжать приглашать его в ЮАР для «тестирования правительства [Южной Африки]». Оппозиция и политики Конгресса южноафриканских профсоюзов снова обвинили правительство АНК в «предательстве суверенитета и конституции ЮАР». Другие аналитики в ЮАР утверждали, что неприбытие Далай-ламы в конечном итоге было в интересах ЮАР, мотивируя это тем, что «Проще дать Далай-ламе пользоваться „Skype“, чем [найти] альтернативных  миллиарды для инвестиций».
В октябре 2014 года Далай-лама снова не смог въехать в ЮАР, когда его пригласили принять участие в всемирном саммите лауреатов Нобелевской премии мира. Мэр Кейптауна утверждает, что правительство ЮАР попросило его отозвать заявление на визу для посещения по причинам «национальных интересов», чтобы избежать затруднений, связанных с официальным отказом в выдаче визы.
В 2018 году визит в ЮАР председателя правительства Тибета в изгнании Лобсанга Сангая обострил отношения, поскольку правительство ЮАР отклонило требования Китая о выдаче Лобсанга Сангая, несмотря на угрозы, что визит может повлиять на китайские инвестиции в ЮАР.

## Китайские южноафриканцы
Китайские южноафриканцы — это этническая группа китайской диаспоры в ЮАР. Они и их предки иммигрировали в ЮАР, начиная с времён голландской эпохи в Капской колонии. С 2000 года около 350 000 китайских иммигрантов, большинство из которых прибыли из материкового Китая, поселились в ЮАР.

## Другие события
В мае 2016 года министерство рыболовства ЮАР заявило, что в общей сложности девять судов, принадлежащих китайцам, были замечены в водах страны, предположительно занимавшихся незаконным промыслом. Эти суда первоначально согласились прибыть в порт для проверки, но по пути уклонились от сопровождения южноафриканского патрульного судна. Эти девять судов входили в состав флотилии из 28 китайских траулеров, которые были обвинены местными рыболовами в незаконном промысле в пределах 3 километров от вод ЮАР, якобы вылавливая ежегодный промысел сардин.